# Gerry Mannion
Gerard Patrick "Gerry" Mannion (født 21. december 1939, død 15. juni 1994) var en engelsk fodboldspiller (wing).
Mannion startede sin karriere hos Wolverhampton Wanderers, som han repræsenterede i fire sæsoner frem til 1961. Her var han med til at vinde to engelske mesterskaber samt én FA Cup-titel. Senere spillede han for Norwich City og Chester City.

## Titler
Engelsk mesterskab
- 1958 og 1959 med Wolverhampton Wanderers

FA Cup
- 1960 med Wolverhampton Wanderers